# NGC 6777
NGC 6777 – prawdopodobnie gwiazda podwójna znajdująca się w gwiazdozbiorze Pawia. Zaobserwował ją Nicolas Louis de Lacaille w 1751 roku i skatalogował jako obiekt typu „mgławicowego”. Poszczególne gwiazdy mają oznaczenia SAO 257685 i SAO 257686. Identyfikacja obiektu NGC 6777 nie jest pewna – niektórzy astronomowie sugerują, że de Lacaille zaobserwował gromadę gwiazd NGC 6752, lecz błędnie określił jej pozycję.